# Скрипникова, Нина Васильевна
Нина Васильевна Скрипникова (Скрыпникова) (01.04.1919 — 04.01.2002) — советский работник сельского хозяйства, Герой Социалистического Труда.

## Биография
Родилась 1 апреля 1919 года на хуторе Винсады, ныне Предгорного района Ставропольского края, в крестьянской семье.
В 1923 году семья переехала на Кубань и поселилась в селе Венцы-Заря, ныне Гулькевичского района Краснодарского края. После окончания пяти классов школы № 13, в связи с болезнью отца, как старший в семье ребёнок, была вынуждена оставить школу и пойти работать, помогая матери содержать семью. Нина начала трудовую деятельность в полеводческой бригаде местного свиноводческого совхоза. Вступила в комсомольскую ячейку. Будучи активной девушкой, в 1936 году участвовала в комсомольском велосипедном пробеге по маршруту Ростов-на-Дону — Москва, за который была награждена именными часами. По возвращении из пробега была избрана секретарём комсомольской организации и направлена на курсы шофёров. После получения водительского права, за ней был закреплён автомобиль «ГАЗ-АА».
Нина Скрипникова стала участницей Великой Отечественной войны с 1941 года. Свой боевой путь начала санитарным инструктором военного госпиталя в местечке Хоста (ныне район Сочи), позже была военным шофёром. На автомашине прошла войну от Кавказа до Чехословакии, где встретила победу. После демобилизации, в октябре 1945 года, вернулась в родной совхоз «Венцы-Заря» и продолжила работать в полеводческой бригаде. Затем возглавила полеводческое звено по выращиванию зерновых, которое по итогам работы 1947 года получило урожай пшеницы 30,5 центнера с гектара на площади 8 гектаров.
Указом Президиума Верховного Совета СССР от 6 апреля 1948 года за получение высоких урожаев пшеницы при выполнении совхозом плана сдачи государству сельскохозяйственных продуктов в 1947 году и обеспеченности семенами зерновых культур для весеннего сева 1948 года Скрипниковой Нине Васильевне было присвоено звание Героя Социалистического Труда с вручением ордена Ленина и золотой медали «Серп и Молот».
После достижения пенсионного возраста, Н. В. Скрипникова в 1969 году продолжала работать в совхозном полеводстве до ухода на заслуженный отдых в 1982 году. Наряду с производственной, занималась общественной деятельностью — избиралась депутатом поселкового Совета депутатов трудящихся 1-го созыва (1937).
Была также награждена орденом Отечественной войны 2-й степени (1985) и медалями, включая «За боевые заслуги», «За оборону Кавказа» и «За взятие Будапешта».
Скончалась 4 января 2002 года, похоронена на поселковом кладбище Венцы.